# 長船 (髪型)

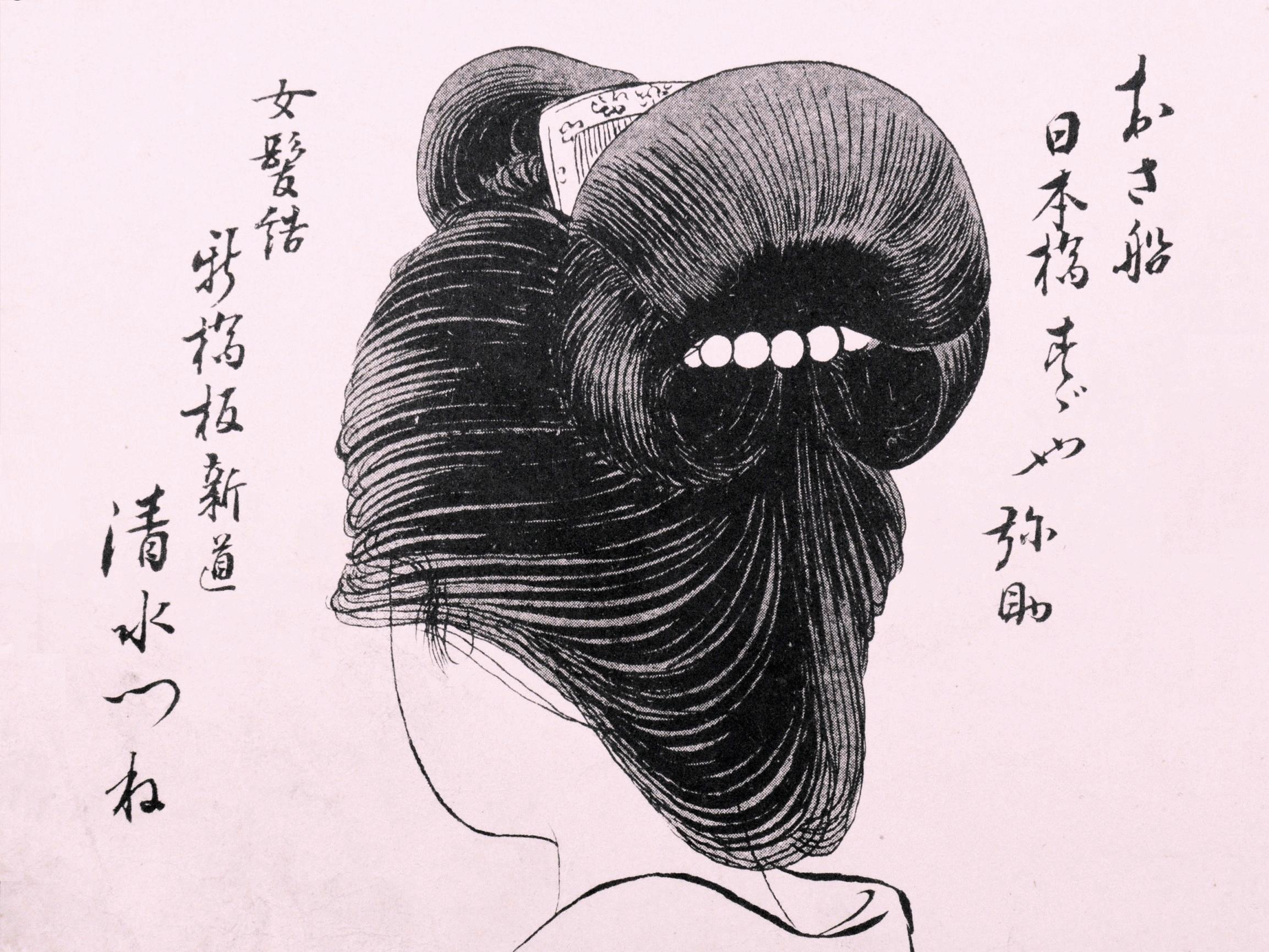
おさふね
1902年（明治35年）日本橋の芸者の例

長船（おさふね）は江戸時代後期から結われるようになった日本髪の一種。丸髷に似た中央部とその両側に輪がある髷で、三つ輪と同系。妾が結うことが多かったとされる。名前の由来は不明という:272。

## 概要
見た目は丸髷に似ているが、髷は三つの部分に分かれており、中央の輪の両側から少し小さい輪が覗くような形、あるいは銀杏返しの髷に丸髷をかぶせたような形とも見える。髷を三つの輪にして丈長（たけなが）などでまとめる点では三つ輪と同じ結い方であるが、丸髷に似た中央の輪が大きい点で相違する:272。
主として、半元服（結婚後懐妊するまで）の女性や妾が結う髪形であったという:272。1902年（明治35年）の東京の髪結いの談話に、“おさふねは昨年から今春へかけハてポツポツ見かけました、何ともいへない色気のある髪です、芝居の御妾（おめかけ）といへバ此の髪です、好く心持を移し出したものですと思ひますとハ申すものゝ是れも髷の櫛取と格好で随分好い髪に見えて高尚にて結へない事はなからふと存じます”:3-4とあり、当時は芝居などでも妾の髪形として定着していたらしいことがわかる。
この他、吹輪と笄髷を合成した髪型を指す場合もある。